# MS Europa 2
O MS Europa 2 é um navio de passageiros operado pela Hapag-Lloyd, como navio de cruzeiro. É conhecido por trafegar em áreas remotas do planeta.[carece de fontes?]

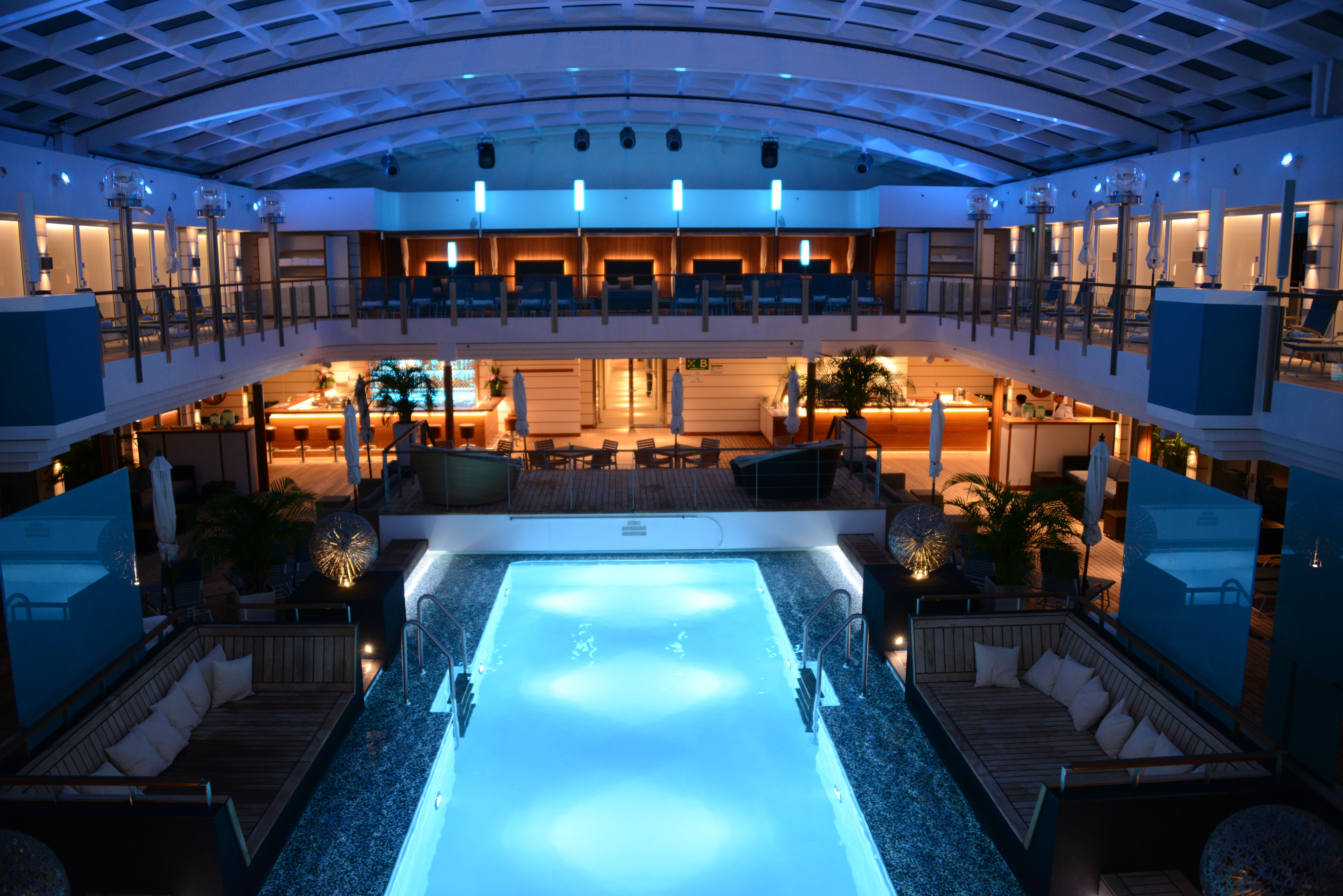
piscina